# 예스페르 한센 (사격 선수)
예스페르 한센(덴마크어: Jesper Hansen, 1980년 11월 19일~)은 덴마크의 사격 선수이다. 주 종목은 스키트로 올림픽에 4회 참가하여 2020년 하계 올림픽에서 남자 스키트 종목 은메달을 획득했다.